# Long Điền Đông
Long Điền Đông là một xã thuộc huyện Đông Hải, tỉnh Bạc Liêu, Việt Nam.

## Địa lý
Xã Long Điền Đông nằm ở phía đông huyện Đông Hải, có vị trí địa lý:
- Phía đông giáp huyện Hoà Bình
- Phía tây giáp xã Điền Hải và xã Long Điền
- Phía nam giáp Biển Đông
- Phía bắc giáp xã Long Điền Đông A.

Xã Long Điền Đông có diện tích 100,16 km², dân số năm 2022 là 22.602 người, mật độ dân số đạt 225 người/km².

## Hành chính
Xã Long Điền Đông được chia thành 8 ấp: Bửu I, Bửu II, Bửu Đông, Cái Cùng, Minh Điền, Trung Điền, Trường Điền, Vĩnh Điền.

## Lịch sử
Sau năm 1975, các xã Long Điền Đông A, Long Điền Đông B, Long Điền Đông C, Long Điền Đông K thuộc huyện Giá Rai, tỉnh Minh Hải.
Ngày 14 tháng 2 năm 1987, Hội đồng Bộ trưởng ban hành Quyết định số 33B-HĐBT về việc sáp nhập xã Long Điền Đông K vào xã Long Điền Đông C.
Ngày 13 tháng 4 năm 1991, Ban Tổ chức Chính phủ ban hành Quyết định số 183/QĐ-TCCP về việc thành lập xã Long Điền Đông trên cơ sở 3 xã: Long Điền Đông A, Long Điền Đông B, Long Điền Đông C.
Ngày 6 tháng 11 năm 1996, Quốc hội ban hành Nghị quyết về việc chia tỉnh Minh Hải thành tỉnh Bạc Liêu và tỉnh Cà Mau. Khi đó, xã Long Điền Đông thuộc huyện Giá Rai, tỉnh Bạc Liêu.
Ngày 25 tháng 8 năm 1999, Chính phủ ban hành Nghị định số 82/1999/NĐ-CP về việc thành lập xã Long Điền Đông A trên cơ sở 5.947,93 ha diện tích tự nhiên và 15.342 nhân khẩu của xã Long Điền Đông.
Sau khi điều chỉnh địa giới hành chính, xã Long Điền Đông có 6.463,2 ha diện tích tự nhiên và 18.027 nhân khẩu.
Ngày 24 tháng 12 năm 2001, Chính phủ ban hành Nghị định số 98/2001/NĐ-CP về việc chuyển xã Long Điền Đông thuộc huyện Giá Rai về huyện Đông Hải mới thành lập quản lý.